# Cyclocephala arrowiana
Cyclocephala arrowiana är en skalbaggsart som beskrevs av Martinez 1967. Cyclocephala arrowiana ingår i släktet Cyclocephala och familjen Dynastidae. Inga underarter finns listade i Catalogue of Life.